# ハイアン区
ハイアン区（ハイアンく、ベトナム語：Quận Hải An / 郡海安）は、ベトナム社会主義共和国のハイフォン市に存在する区 (郡)。面積は98.32 km²、人口は180,235人（2018年）である。

## 行政
ハイアン区は8の坊を管轄している。
- カットビ（Cát Bi / 葛陂）
- ドンハイ1（Đông Hải 1 / 東海1）
- ドンハイ2（Đông Hải 2 / 東海2）
- ダンハイ（Đằng Hải / 藤海）
- ダンラム（Đằng Lâm / 藤林）
- ナムハイ（Nam Hải / 南海）
- タイントー（Thành Tô / 成蘇）
- チャンカット（Tràng Cát / 長葛）